# Тригг, Фрэнк
Дьюи Фрэнклин «Фрэнк» Тригг III (англ. Dewey Franklin "Frank" Trigg III; род. 7 мая 1972, Рочестер, Нью-Йорк) — американский боец смешанного стиля, представитель средней и полусредней весовых категорий. Выступал на профессиональном уровне в период 1997—2011 годов, известен по участию в турнирах бойцовских организаций UFC, Pride, Strikeforce, Shooto, World Victory Road и др. Дважды был претендентом на титул чемпиона UFC в полусреднем весе.

## Биография
Фрэнк Тригг родился 7 мая 1972 года в Кендалле, Нью-Йорк.
Во время учёбы в местной старшей школе Kendall Central School District занимался борьбой. Продолжил спортивную карьеру в Оклахомском университете, состоял в местной борцовской команде, неоднократно принимал участие в различных студенческих соревнованиях, в частности боролся в первом дивизионе Национальной ассоциации студенческого спорта.
В 1995 году начал изучать дзюдо, проходил подготовку под руководством Патрика Барриса, участника двух летних Олимпийских игр — впоследствии получил от него чёрный пояс в этой дисциплине. Также практиковал бразильское джиу-джитсу, получив пурпурный пояс.
Дебютировал в смешанных единоборствах на профессиональном уровне в октябре 1997 года, на турнире Unified Shoot Wrestling Federation провёл три боя за один вечер и во всех одержал победу.
Начиная с 1998 года выступал на различных турнирах в Японии, в том числе отметился победами в достаточно крупных организациях Shooto и Pride Fighting Championships.
В декабре 2000 года техническим нокаутом во втором раунде проиграл японцу Хаято Сакураи, потерпев тем самым первое поражение в профессиональной карьере.
В 2001—2002 годах дрался в американской лиге World Fighting Alliance, выиграл здесь три поединка, в частности в бою с Деннисом Холлманом завоевал титул чемпиона в зачёте полусредней весовой категории.
Имея в послужном списке десять побед и только одно поражение, Тригг привлёк к себе внимание крупнейшей американской организации Ultimate Fighting Championship и в ноябре 2003 года сразу же удостоился права оспорить титул чемпиона в полусреднем весе, который на тот момент принадлежал Мэтту Хьюзу. Тем не менее, забрать чемпионский пояс ему не удалось, уже в первом раунде Хьюз применил удушающий приём сзади и принудил Тригга к сдаче.
Выиграв два рейтинговых поединка в UFC, в апреле 2005 года Тригг вновь получил шанс встретиться в чемпионском бою с Мэттом Хьюзом. Однако Хьюз вновь был сильнее, завершил поединок досрочно удушающим приёмом. Впоследствии этот бой был включён в Зал славы UFC.
В августе 2005 года Фрэнк Тригг вышел в клетку против будущего чемпиона Жоржа Сен-Пьера и так же уступил сдачей в первом раунде.
Покинув UFC, Тригг с переменным успехом выступал в различных менее престижных промоушенах. Стал чемпионом Icon Sport в среднем весе, выиграв техническим нокаутом у Джейсона Миллера, но вскоре лишился титула, проиграв нокаутом Робби Лоулеру. Также на турнире Rumble on the Rock проиграл сдачей Карлосу Кондиту. Снова выступил в Pride, выиграв по очкам у японского ветерана Кадзуо Мисаки.
В сентябре 2008 года на турнире World Victory Road в Японии выиграл единогласным решением судей у титулованного японского дзюдоиста Макото Такимото.
В октябре 2008 года отметился победой на турнире Strikeforce, выиграв единогласным решением у соотечественника Фаланико Витале.
Находясь на серии из четырёх побед, в 2009 году ненадолго вернулся в UFC, где потерпел поражения нокаутами от Джоша Косчека и Мэтта Серры.
Оставался действующим профессиональным бойцом ММА вплоть до 2011 года. Завершил спортивную карьеру после поражения раздельным решением от Джима Уоллхеда.
Впоследствии проявил себя как реслер, телекомментатор, рефери, эксперт в области смешанных единоборств. Снялся в эпизодической роли в ситкоме «Король Квинса». Имеет четверых детей.

## Статистика в профессиональном ММА
| Боёв 30  | Побед 21 | Поражений 9 |
| -------- | -------- | ----------- |
| Нокаутом | 10       | 4           |
| Сдачей   | 6        | 4           |
| Решением | 5        | 1           |

| Результат | Рекорд | Соперник         | Способ                       | Турнир                                 | Дата             | Раунд | Время | Место              | Примечание                                                                 |
| --------- | ------ | ---------------- | ---------------------------- | -------------------------------------- | ---------------- | ----- | ----- | ------------------ | -------------------------------------------------------------------------- |
| Поражение | 21-9   | Джим Уоллхед     | Раздельное решение           | BAMMA 7: Trigg vs. Wallhead            | 10 сентября 2011 | 3     | 5:00  | Бирмингем, Англия  |                                                                            |
| Победа    | 21-8   | Джон Филлипс     | TKO (удары руками)           | BAMMA 6: Watson vs. Rua                | 21 мая 2011      | 1     | 2:41  | Лондон, Англия     |                                                                            |
| Победа    | 20-8   | Рой Ниман        | TKO (удары руками)           | Israel FC: Genesis                     | 9 ноября 2010    | 1     | 2:36  | Тель-Авив, Израиль |                                                                            |
| Поражение | 19-8   | Мэтт Серра       | KO (удары руками)            | UFC 109                                | 6 февраля 2010   | 1     | 2:23  | Лас-Вегас, США     |                                                                            |
| Поражение | 19-7   | Джош Косчек      | TKO (удары руками)           | UFC 103                                | 19 сентября 2009 | 1     | 1:25  | Даллас, США        |                                                                            |
| Победа    | 19-6   | Дэнни Бабкок     | Единогласное решение         | XCF: Rumble in Racetown 1              | 14 февраля 2009  | 3     | 5:00  | Дейтона-Бич, США   |                                                                            |
| Победа    | 18-6   | Фаланико Витале  | Единогласное решение)        | Strikeforce: Payback                   | 3 октября 2008   | 3     | 5:00  | Брумфилд, США      |                                                                            |
| Победа    | 17-6   | Макото Такимото  | Единогласное решение         | World Victory Road Presents: Sengoku 4 | 24 сентября 2008 | 3     | 5:00  | Сайтама, Япония    |                                                                            |
| Победа    | 16-6   | Эдвин Деуис      | Сдача (кимура)               | HDNet Fights: Reckless Abandon         | 15 декабря 2007  | 1     | 1:40  | Даллас, США        |                                                                            |
| Поражение | 15-6   | Робби Лоулер     | KO (удары руками)            | Icon Sport: Epic                       | 31 марта 2007    | 4     | 1:40  | Гонолулу, США      | Лишился титула Icon Sport в среднем весе.                                  |
| Победа    | 15-5   | Кадзуо Мисаки    | Единогласное решение         | Pride 33                               | 24 февраля 2007  | 3     | 5:00  | Лас-Вегас, США     |                                                                            |
| Победа    | 14-5   | Джейсон Миллер   | TKO (соккер-кики)            | Icon Sport — Mayhem vs. Trigg          | 1 декабря 2006   | 2     | 2:53  | Гонолулу, США      | Выиграл титул чемпиона Icon Sport в среднем весе.                          |
| Поражение | 13-5   | Карлос Кондит    | Сдача (треугольник)          | Rumble on the Rock 9                   | 21 апреля 2006   | 1     | 1:22  | Гонолулу, США      | Второй этап турнира ROTR в полусреднем весе.                               |
| Победа    | 13-4   | Рональд Джун     | Единогласное решение         | Rumble on the Rock 8                   | 20 января 2006   | 3     | 5:00  | Гонолулу, США      | Стартовый этап турнира ROTR в полусреднем весе.                            |
| Поражение | 12-4   | Жорж Сен-Пьер    | Сдача (удушение сзади)       | UFC 54                                 | 20 августа 2005  | 1     | 4:09  | Лас-Вегас, США     |                                                                            |
| Поражение | 12-3   | Мэтт Хьюз        | Сдача (удушение сзади)       | UFC 52                                 | 16 апреля 2005   | 1     | 4:05  | Лас-Вегас, США     | Бой за титул чемпиона UFC в полусреднем весе. Бой включен в Зал славы UFC. |
| Победа    | 12-2   | Ренату Вериссиму | TKO (удары локтями)          | UFC 50                                 | 22 октября 2004  | 2     | 2:11  | Атлантик-Сити, США |                                                                            |
| Победа    | 11-2   | Деннис Холлман   | TKO (удары руками)           | UFC 48                                 | 19 июня 2004     | 1     | 4:15  | Лас-Вегас, США     |                                                                            |
| Поражение | 10-2   | Мэтт Хьюз        | Сдача (удушение сзади)       | UFC 45                                 | 21 ноября 2003   | 1     | 3:54  | Анкасвилл, США     | Бой за титул чемпиона UFC в полусреднем весе.                              |
| Победа    | 10-1   | Деннис Холлман   | TKO (удары руками)           | WFA 3: Level 3                         | 23 ноября 2002   | 1     | 3:50  | Лас-Вегас, США     | Выиграл титул чемпиона WFA в полусреднем весе.                             |
| Победа    | 9-1    | Джейсон Медина   | Сдача (удары локтями)        | WFA 2: Level 2                         | 5 июля 2002      | 1     | 3:43  | Лас-Вегас, США     |                                                                            |
| Победа    | 8-1    | Лаверн Кларк     | Сдача (удары руками)         | World Fighting Alliance 1              | 3 ноября 2001    | 3     | 2:15  | Лас-Вегас, США     |                                                                            |
| Поражение | 7-1    | Хаято Сакураи    | TKO (удары коленями)         | Shooto: R.E.A.D. Final                 | 17 декабря 2000  | 2     | 2:25  | Тиба, Япония       |                                                                            |
| Победа    | 7-0    | Рэй Купер        | Сдача (удушение предплечьем) | WEF: New Blood Conflict                | 26 августа 2000  | 2     | 3:05  | N/A                |                                                                            |
| Победа    | 6-0    | Фабиану Иа       | TKO (удары руками)           | Pride 8                                | 21 ноября 1999   | 1     | 5:00  | Токио, Япония      |                                                                            |
| Победа    | 5-0    | Жан Жак Машаду   | TKO (остановлен секундантом) | Vale Tudo Japan 1998                   | 25 октября 1998  | 3     | 0:20  | Токио, Япония      |                                                                            |
| Победа    | 4-0    | Марселу Агияр    | TKO (удары руками)           | Shooto: Las Grandes Viajes 3           | 13 мая 1998      | 2     | 3:08  | Токио, Япония      |                                                                            |
| Победа    | 3-0    | Дэн Гилберт      | Сдача (удушение предплечьем) | Unified Shoot Wrestling Federation 7   | 18 октября 1997  | 1     | 2:45  | Техас, США         |                                                                            |
| Победа    | 2-0    | Хавьер Бентелло  | Сдача (удушение сзади)       | Unified Shoot Wrestling Federation 7   | 18 октября 1997  | 1     | 2:35  | Техас, США         |                                                                            |
| Победа    | 1-0    | Али Элиас        | KO (удар коленом)            | Unified Shoot Wrestling Federation 7   | 18 октября 1997  | 1     | 10:36 | Техас, США         |                                                                            |